# Друга битка код Ел Аламејна
Друга битка код Ел Аламејна је значајна прекретница у бици за Африку током Другог светског рата. Одвијала се од 23. октобра до 3. новембра 1942. Након прве битке код Ел Аламејна раније исте године, Бернард Монтгомери је преузео команду над 8. британском армијом од Клода Окинлека. Неки историчари сматрају, да је ова битка, уз битку за Стаљинград донијела прекретницу току рата и значајно допринела поразу Трећег рајха.

## Стање
До јула 1942. немачки Афрички корпус је под командом генерала Ервина Ромела продро до Египта и тиме угрозио британске путеве снабдевања до иза Суецког канала. Сад је Ромел видео прилику за напад, без обзира што је и сам био угрожен врло развученом цртом властитог снабдевања. 30. августа је почела битка код Алам Халфе, која није успела, па се очекивао противудар Монтгомеријеве 8. армије. Немци су се укопали у пустињски песак и припремили одбрану.
Након дугих шест недеља опоравка, Британска 8. армија је била спремна за напад. 200.000 британских војника и 1.000 тенкова борило се против 100.000 војника и 500 тенкова Афричког корпуса.

## Савезнички план
Операцијом лаке ноге је Монтгомери намеравао пробити два пролаза кроз минска поља постављена од стране сила Осовине како би на сјеверу могао проћи с властитим тенковима. Тако је требало да буду уклоњени немачки тенкови, а други пролаз на југу је требало да веже остатак немачких снага да притекну у помоћ деловима војске на северу.
Монтгомери је очекивао борбе од око 12 дана, која би се одвијала у три дела - упад у противничке снаге - борба изблиза - и, завршна победа над непријатељем.
Савезници су током месец дана прије битке извели низ маневара заваравања како немачко водство не би наслутило време и правац напада. Те су операције добиле кодно име Операција Бертрам. Ради заваравања су отпочели с градњом нафтовода, а на џипове су монтирали маске тенкова. С друге стране, тенкове који су били окупљени на сјеверу су замаскирали у транспортне камионе. Забуна код Немаца је била потпуна, јер су очекивали напад на југу и то знатно касније.
Немци су се налазили дуж двају црта које су Савезници прозвали Оксалиц линија и Пајерсон линија, а између њих је било положено 2,5 милиона противтенковских мина, тзв. вражји врт.

## Битка
Битка је почела 23. октобра у 21:30 снажном артиљеријском ватром. У почетку је циљ артиљеријске припреме била прва, Оксалиц-линија с минама у њеној околини како би што брже стигли до следеће, Пајерсон-линије. Кад је почео напад, пролаз кроз минско поље није био сасвим очишћен. 
Током прве ноћи, на северу су успели прокрчити пролаз само до близине Пајерсон-линије. Даље на југу је напредовање било веће, но и они су заустављени кад су стигли до брдског гребена Митеируа.
Дана 24. октобра је умро генерал сила Осовине Георг Штуме од инфаркта, а он је замењивао Ромела који је у то време био у болници у Аустрији. Након раздобља пометње у којем није било правог заповедника, Вилхелм Ритер фон Тома је преузео главну команду над снагама сила Осовине. Адолф Хитлер је заповедио Ромелу да остане у домовини на опоравку. Након што се ситуација у северној Африци даље комплицирала, Ромел је замољен да се врати на бојиште, ако мисли да може. Ромел се одмах вратио у Африку и стигао 25. октобра.
Након неуспеха поновљеног напада Савезника на брдском гребену Митеируа, цели напад је прекинут. Монтгомери је пребацио цијело тежиште битке на север дуж обале гдје је 9. аустралска дивизија отпочела поново један од ноћних напада како би одвратили пажњу Немаца с подручја где се планирао главни напад. Први напад у ноћи од 25. на 26. октобар је био успешан. С друге стране, противнапад који је Ервин Ромел одмах отпочео, је пропао. До тог су тренутка Савезници изгубили 6.200, а силе Осовине 2.500 људи.
Међутим, Ромел је располагао још само са 370 исправних тенкова, док су Британци имали још 900. Било је пуно мањих напада, огорчене одбране тзв. истурених положаја, а 29. октобра Ромелова линија још није била пробијена.
Монтгомери, још увек уверен у победу, припремио је своје снаге за главни напад. Низом мањих напада и акција Британаца, број Ромелових тенкова је пао на 102.
Други вал напада Савезника се одвијао уздуж обале с циљем заузимања Рахман жељезничке пруге и висоравни Тел ел Акакир. Напад 2. новозеландске дивизије почео је 2. новембра 1942, а следећег дана Ромел је имао још само 35 употребљивих тенкова. Снажно напредовање Савезника присилило је Ромела на повлачење. Истог дана Ромел је добио од Хитлера телеграм са захтевом да се „бори до последњег човека“ како би спречио пораз. Но, притисак Савезника је био толико јак, да се Ромел у ноћи од 3. на 4. новембра морао потпуно повући. 6. новембра Немци почињу бег на запад; 30.000 њемачких и италијанских војника се предало и заробљено је.
Дана 10. новембра је Черчил у свом говору тој бици посветио сљедеће ријечи: "Ово сад још није крај, то није још ни почетак краја, али је можда крај почетка".
Искрцавање Савезника за време операције Бакља у Мароку касније у новембру, осигурало им је потпуну победу над силама Осовине у Северној Африци.

## Ратно призориште данас
Проналаском нафте 1966. и њеним црпљењем од 1968. Ел Аламејн је доживео значајан привредни узлет. Британско војно гробље са 7.500 гробова као и немачки и италијански споменици погинулима у Другом светском рату и данас привлаче бројне туристе у Ел Аламејн.